# ヤコブ・ヤコブス
ヤコブ・ヤコブス（ヤーコプ・ヤーコプス、Jacob Jacobs、Jacobus Albertus Michael Jacobs、1812年5月19日 - 1879年12月9日）はベルギーの画家である。ベルギー海岸や、北アフリカ、中東の海岸の風景を描いた。

## 略歴
アントウェルペンで生まれた。母親は作曲家ベートーヴェンの縁戚であった。
印刷業を継ぐことになっていたが、両親の許しを得て画家の道に進んだ。アントウェルペンの美術学校で、ファン・ブレー(Mathieu Ignace van Brée)、フスタフ・ワッペルス、フェルディナンド・デ・ブラーケレールに学んだ。ルーヴェンに移り、修行を続け、17世紀の海洋画家、ルドルフ・バックホイゼン(Ludolf Bakhuizen)やアドリアーン・ファン・デ・フェルデの作品の影響を受けた。北海沿岸やオランダ各地を旅して多くのスケッチをし、後に油絵に仕上げた。
1833年からヘントやアントウェルペン、ブリュッセルの展覧会に出展した。1838年に、画家のFlorent MolsとパトロンのCharles Stier d'Aertselaerとともに地中海、北アフリカを経て中東に旅し、ジブラルタル、北アフリカ沿岸、エジプト、ダーダネルス海峡を経てイスタンブールへ航海し、イスタンブール
に数か月滞在した後、小アジアへ旅した。ナイル川をヌビアまで遡上し、ギリシャを経て、オーストリア、ドイツ、ロシアのサンクトペテルブルクにまで旅し1839年にアントウェルペンに戻った。この旅の画集を出版し、そのスケッチをもとに「オリエンタリズム」のスタイルの風景画を描いた。1847年にもワッペルスとドイツ語圏の国々を旅し、1850年には北欧を訪れた。
1843年からヤン・バティスト・デ・ヨンヘ(Jan Baptiste de Jonghe)の後任としてアントウェルペンの美術学校で風景画を教えた。主な学生にはラモリニエール(Frans Lamorinière)、エミール・クラウス、ヘンス(Frans Hens)、マイエルス(Isidore Meyers)、ハイマンス(Adrien-Joseph Heymans)、 Eugène Wolters、テオドール・フェルストラーテらがいた。1880年に教授職をルッペン(Joseph Van Luppen)に譲った。

## 作品

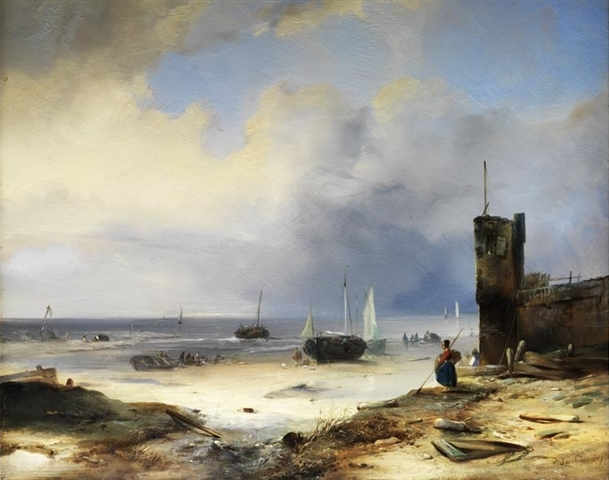
オランダ海岸の風景 (1833)
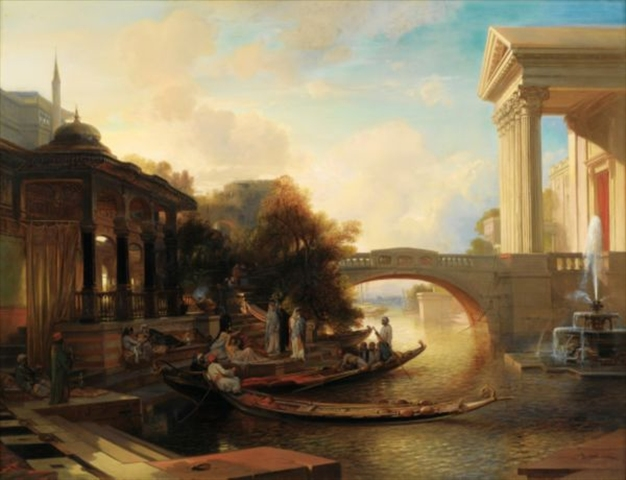
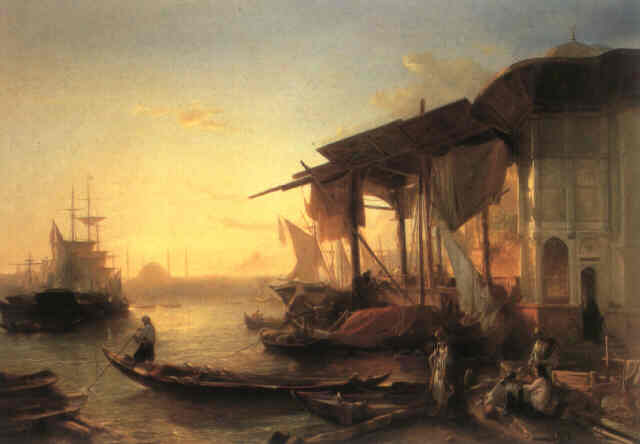
トルコ沿岸の商人の舟